# The Vatican Rag
«The Vatican Rag» es una parodia musical en estilo ragtime del satirista estadounidense Tom Lehrer. La canción pretende ser una respuesta al Concilio Vaticano II, reunión que propuso reformas a la Iglesia católica. Realizada por primera vez en 1965, es controvertida por su descripción irreverente de las tradiciones católicas.

## Música y letras
«The Vatican Rag» se inspira musicalmente en piezas de ragtime como «Spaghetti Rag» (1910) y «The Varsity Drag» (1927). Una introducción hablada describe la canción como una respuesta al Concilio Vaticano II, que, entre otras cosas, amplió la gama de música que podría usarse en los servicios religiosos, y propone con humor este rag como una alternativa más accesible a la música litúrgica tradicional. La canción comienza:

First you get down on your knees
Fiddle with your rosaries
Bow your head with great respect
And genuflect, genuflect, genuflect!
Primero te arrodillas
Juega con tus rosarios
Inclina la cabeza con gran respeto.
¡Y genuflexión, genuflexión, genuflexión!

La letra enumera burlonamente una serie de rituales católicos como la confesión, la Eucaristía y los rosarios, y sugiere la ironía de modernizar una institución milenaria como la iglesia. Amy Richlin señala que la canción es divertida «no sólo por la letra sino porque es un rag». Según Jesse David Fox de Vulture, «Lehrer no sólo se burla de una vaca sagrada, sino que la sacrifica». En las grabaciones se pueden escuchar estallidos de conmoción y risas a medida que el público reacciona tanto al tono blasfemo de la canción como a sus rimas creativas.

## Composición y actuaciones
A principios de la década de 1960, Lehrer escribió canciones satíricas de actualidad para la versión estadounidense del programa de televisión That Was the Week That Was. Inspirado por el entonces en curso Concilio Vaticano II, compuso «The Vatican Rag» durante este período, pero decidió no presentarlo porque pensó que el programa «[haría la canción] mal o [quitaría] las partes satíricas». En cambio, estrenó la canción en el Hungry I de San Francisco en una serie de shows que fueron grabados para su último álbum, That Was the Year That Was (1965).
Más tarde, Lehrer interpretó «The Vatican Rag» en actuaciones grabadas en vídeo. En abril de 1967, tocó la canción en un programa benéfico para WNET-TV en Nueva York, lo que provocó que cientos de personas se quejaran ante la estación. En septiembre de 1967, Lehrer incluyó «The Vatican Rag» en su especial de televisión Live in Copenhagen grabado en Dinamarca.

## Recepción y legado
Algunos católicos criticaron «The Vatican Rag» como blasfema.ref>«Stop clapping, this is serious». The Sydney Morning Herald. 1 de marzo de 2003. Consultado el 3 de noviembre de 2023.</ref> Después de un espectáculo en el Hungry I, la interpretación de la canción por parte de Lehrer provocó un enfrentamiento con el actor Ricardo Montalbán, que se encontraba entre el público. Según un exportero de Hungry I, Montalbán se acercó a Lehrer en un ataque de ira y le gritó: «¡Amo mi religión! ¡Moriré por mi religión!», a lo que Lehrer respondió: «Oye, no hay problema, siempre y cuando no luches por tu religión». En mayo de 1967, una maestra de escuela del condado de Putnam, Nueva York, utilizó «The Vatican Rag» y «National Brotherhood Week» de Lehrer como ejemplos de sátira moderna para su clase de séptimo grado; la protesta fue tal que la junta escolar prohibió las canciones y censuró a la maestra, quien renunció tres meses después y abandonó la zona.
Por el contrario, los fanes de Lehrer consideran la canción una de sus mejores composiciones. Vulture incluyó la canción en su lista de 2016 de los «100 chistes que dieron forma a la comedia moderna». Stop the Church (1991), un corto documental sobre una manifestación sobre el VIH/sida en la ciudad de Nueva York, utiliza la canción como música de fondo para los servicios religiosos. En 2000, «The Vatican Rag» fue la última canción reproducida por la estación de radio de jazz WNOP antes de convertirse a un formato de temática católica.